# Arta Dade
Arta Dade (15 de marzo de 1953, Tirana, Albania) es una política albanesa. Es miembro del Parlamento de Albania por el Partido Socialista de Albania desde 1997. Durante su carrera como política ha sido Ministra de Cultura y Ministra de Exteriores, siendo la primera mujer en ocupar este cargo. Actualmente es presidenta del Comité de Política Exterior.
Se licenció en Literatura inglesa por la Universidad de Tirana y trabajó como profesora en la universidad hasta 1997, cuando empezó su carrera política. En el parlamento representa al Condado de Fier.